# MeeGo
MeeGo ist ein auf Linux basierendes, quelloffenes Betriebssystem, das in Smartphones, Handhelds, Tablets, Netbooks, Smart-TVs und Autos zum Einsatz kommen sollte. Es ist eine Verschmelzung von Nokias Betriebssystem Maemo mit Intels Moblin-Projekt. Das Projekt ist bei der Linux Foundation angesiedelt. MeeGo ist ein Multiplattformprojekt und unterstützt die Architekturen x86/Intel-Atom und ARM. Die Übertragung auf andere Hardwareplattformen ist jederzeit möglich. Im September 2011 wurde bekannt, dass MeeGo zusammen mit LiMo im neuen Projekt Tizen aufgehen wird. Ehemalige Mitarbeiter von Nokia gründeten das Unternehmen Jolla, welches MeeGo unter dem Namen SailfishOS aktiv weiterentwickelt.

## Bestandteile des Systems
Die MeeGo 1.1 Core Software Platform umfasst den Linux-Kernel 2.6.35, das Standarddateisystem Btrfs, Nokias UI-Framework Qt 4.7, DeviceKit und für die Hardware-Schnittstellen udev. Zudem sind X.org, ein Telefonie- und ein Bluetooth-Stack sowie Media-Frameworks Bestandteil des Systems. Auf die Kernplattform setzen die sogenannten MeeGo Netbook User-Experience und die Handset User Experience auf. Bei der MeeGo Netbook User-Experience werden Googles Browser Chrome, bei der Handset User Experience Mozillas Browser Fennec zum Einsatz kommen. Programme für MeeGo werden als RPM-Programmpakete angeboten und verteilt.

## Versionsverlauf
MeeGo wurde im Februar 2010 im Zuge des Mobile World Congress angekündigt. Eine erste Entwickler-Version wurde im April 2010 vorgestellt, die offizielle Version 1.0 des Kernsystems und der Netbook User Experience folgte Ende Mai 2010. Eine Vorabversion einer Handset-Version für Intel-Atom-basierte Geräte, die bereits einige der geplanten Bedienelemente und Anwendungen enthielt, erfolgte am 30. Juni 2010, ebenso wie eine frühe Entwicklerversion für das ARM-basierte Nokia N900. Version 1.1 erschien am 28. Oktober 2010. Neue Versionen waren im 6-Monats-Rhythmus geplant. Zwischenversionen für Entwickler wurden wöchentlich bereitgestellt. Das letzte Release war die am 19. Mai 2011 veröffentlichte Version 1.2; Release Updates erschienen zuletzt am 9. Februar 2012 als MeeGo v1.2.0.6.
| Version                                                | Veröffentlichung                                    | Anmerkung |
| ------------------------------------------------------ | --------------------------------------------------- | --- |
| —                                                      | 31. März 2010                                       | Erste MeeGo-Entwicklerversion mit einem Image sowie dazugehörigem Quellcode                                                                                   |
| 1.0                                                    | 26. Mai 2010                                        | Offizielles Release der Version 1.0 der Core Platform und der Netbook User Experience                                                                         |
| 1.0.1                                                  | 7. Juli 2010                                        | Sicherheitsaktualisierung; gesteigerte 3D-Grafikleistung und schnellere Erkennung von USB-Geräten, Kernel-Version: 2.6.33.5                                   |
| 1.0.2                                                  | 9. August 2010                                      | diverse Fehlerkorrekturen, u. a. bei Bluetooth, Medienplayer, E-Mail-Client                                                                                   |
| 1.0.3                                                  | 10. September 2010                                  | diverse Aktualisierungen, u. a. bei Chromium, Connection Manager                                                                                              |
| 1.0.4                                                  | 12. Oktober 2010                                    | diverse Sicherheitsaktualisierungen, bessere Unterstützung des Lenovo S10-3, …                                                                                |
| 1.1                                                    | 28. Oktober 2010                                    | Kernel 2.6.35, Handset UX |
| 1.1.1                                                  | 28. November 2010                                   | diverse Fehlerkorrekturen und Aktualisierungen |
| 1.1.2                                                  | 7. Januar 2011                                      | diverse Sicherheitsaktualisierungen, neue Versionen von syncevolution und connman                                                                             |
| 1.1.3                                                  | 24. Februar 2011                                    | mehrere Sicherheitsaktualisierungen, Dateifernzugriff für alle Programme und Übersetzungen                                                                    |
| 1.2                                                    | 20. Mai 2011                                        | Linux-Kernel 2.6.37, aktuellere Versionen von X-Server, Qt, Ofono und weiteres.                                                                               |
| 1.3                                                    | für Oktober 2011 angekündigt, aber nicht erschienen | Stattdessen wurde im September 2011 angekündigt, das Projekt zusammen mit der LiMo-Plattform der LiMo Foundation unter dem neuen Namen Tizen zusammenzulegen. |
| Legende:Alte VersionAktuelle VersionZukünftige Version |                                                     | |

## Kooperationen und geplante Verwendungen
Eine Reihe von Firmen hatte ihre Unterstützung für MeeGo zugesagt, darunter u. a. Acer, AMD, ASUSTeK, BMW Group, Cisco, DeviceVM (Splashtop), LG, Mandriva, Novell, Orange, Telefónica und Xandros. Die von BMW und verschiedenen Partnern konzipierte Referenzplattform für Infotainment-Systeme in Fahrzeugen, GENIVI, sollte auf MeeGo aufsetzen. Bereits das 1.0-Entwicklerrelease von MeeGo wurde auch in einer Version für den Einsatz in Fahrzeugen bereitgestellt. Nokia selbst wollte ursprünglich zukünftige „mobile Computer“ mit MeeGo bestücken. ASUSTeK, der fünftgrößte Hersteller mobiler Computer, wollte ebenfalls MeeGo einsetzen. Im Juni 2010 waren auf der Computex Prototypen von MeeGo-basierten Tablets von Intel, Wistron und CS2C zu sehen. Am 3. September 2010 gab die WeTab GmbH bekannt, dass der in Kooperation mit Neofonie entwickelte Tablet PC WeTab als erstes Tablet mit einem auf MeeGo basierenden Betriebssystem vertrieben wird.
Im Februar 2011 kündigte Nokia an, zukünftig eng mit Microsoft zusammenarbeiten zu wollen und 2011 nur noch das MeeGo-Gerät Nokia N9 auf den Markt bringen zu wollen und anschließend auf das Betriebssystem Windows Phone 7 zu setzen. Intel zeigte sich von dieser Entscheidung überrascht und enttäuscht, wollte aber an der Entwicklung festhalten. Zuvor war aus Entwicklerkreisen zu hören, dass die Netbookvariante zurückgefahren wird. Im Juni 2011 stellte Nokia offiziell das Nokia N9 vor. Im August 2011 wurde mitgeteilt, dass das Nokia N9 mit MeeGo-Betriebssystem nicht in USA, Großbritannien und Deutschland vertrieben werde.
Im August 2011 brachte ASUS mit dem EeePC X101 das erste Netbook mit MeeGo als Betriebssystem auf den deutschen Markt. Es handelte sich dabei um den bis dahin dünnsten und leichtesten Vertreter der EeePC-Serie. Ebenfalls im August 2011 kündigte Acer ein Notebook mit vorinstalliertem MeeGo an, welches im September desselben Jahres erscheinen sollte.
Ende September 2011 wurde bekanntgegeben, dass auch LiMo mit dem Meego-Projekt verschmelzen wird. Das neue Projekt trägt den Namen Tizen. Darüber hinaus gründeten ehemalige Mitarbeiter von Nokia das Unternehmen Jolla, welches MeeGo unter dem Namen SailfishOS aktiv weiterentwickelt.

## Derivate
Es wurde von einigen Linux-Distributionen angekündigt, die MeeGo-Oberfläche zu unterstützen, z. B. Fedora, Linpus Linux und Splashtop.

### openSUSE
Es steht bereits eine Version von openSUSE mit der MeeGo-Oberfläche zur Verfügung, die den Namen Smeegol trägt. OpenSUSEs GoblinTeam realisiert dieses Projekt.

## Nachfolger
Nach dem Bruch der Kooperation zwischen Intel und Nokia und dem Ende von MeeGo gibt es mehrere Nachfolgeprojekte.

### Mer-Projekt
Nach der Ankündigung von Tizen belebten Mitglieder der MeeGo-Community das Mer-Projekt wieder. Ursprünglich gegründet, um neue Maemo-Versionen auf ältere Hardware zu portieren, versteht sich die neue Mer-Community als Fortführung von MeeGo. Im Gegensatz zu MeeGo besitzt Mers Core-Distribution keine eigene Oberfläche mehr. Das alte MeeGo-Userinterface wird aber unter dem eigenen Projekt Nemo fortgeführt. Durch diese Entkoppelung versprechen sich die Entwickler eine schnellere Unterstützung für neue Hardwarekomponenten, sowie eine Hardware-unabhängige Entwicklung der Benutzeroberfläche. Aufgrund der fehlenden Benutzeroberfläche ist Mer-Core kein vollständiges Meego-Derivat. Außerdem werden von Mer-Core nur 302 der 1400 Meego-Pakete unterstützt. Aktuelle Paketzahlen sind auf der Git-Seite für Mer-Core ersichtlich. Im Mai 2013 befanden sich dort unter Mer-Core 393 Pakete sowie 59 Mer-Crosshelper-Pakete und 37 Mer-Tool-Pakete. Im gleichen Zeitraum
wurden im Open-Build-Service-Instanz des Mer-Projekts ca. 3.000 Pakete von über 100 Entwicklern gehostet. Diese darf aber nicht mit der Anzahl der obigen Mer-Core-Pakete verwechselt werden, da im Build Service weitere Hardware und Software-Pakete gehostet werden, die nicht Bestandteil von Mer-Core sind, so zum Beispiel die Pakete der Benutzeroberfläche Nemo.
Mer dient unter anderem als Basis für Jollas Sailfish OS und das Vivaldi-Tablet. Dabei handelt es sich um einen Tablet PC, welcher nicht Nemo, sondern Plasma Active als Standard-Oberfläche nutzt.
Im März 2019 wurde angekündigt, dass das SailfishOS Projekt von Jolla sich mit dem Mer-Projekt zusammenschließt.

### Sailfish OS
Im Juni 2012 wurde bekannt, dass ehemalige Mitarbeiter von Nokia eine neue Firma namens Jolla gegründet haben, um neue Geräte auf MeeGo-Basis auf den Markt zu bringen. Jolla nutzt dafür Mer als Basis und nennt es lediglich aus Bekanntheitsgründen für die Öffentlichkeit MeeGo. Am Unternehmen, das seinen Sitz in Finnland hat, ist auch Marc Dillon beteiligt, der zuvor die Entwicklung von MeeGo bei Nokia geleitet hat.
Am 21. November 2012 stellte Jolla das auf Mer basierende Betriebssystems Sailfish OS vor, erste Geräte wurden für das 2. Quartal 2013 angekündigt. Sailfish OS soll die Ausführung von Apps unterstützen, die ursprünglich für Android geschrieben wurden. Tatsächlich wurde das erste Jolla-Phone im Mai 2013 vorgestellt. Es besitzt einen Dual-Core-Prozessor, 16 Gigabyte internen Speicher und unterstützt LTE-Netze.
Im Februar 2018 wurde bekannt, dass Jolla SailfishOS 3 auf Feature Phones bringt. Der Zielmarkt ist vor allem Indien.

### Tizen
Tizen ist der von MeeGo-Mitbegründer Intel und LiMo-Foundation-Gründungsmitglied Samsung Electronics gemeinsam empfohlene Nachfolger von MeeGo und LiMo. Die Smartphone-Version von Tizen basiert zu großen Teilen auf der Samsung Linux Platform (SLP) / LiMo 4 und nutzt Enlightenment Foundation Libraries (EFL) anstelle von Qt. Diese Variante wird primär von Samsung unterstützt.
Die IVI-Version von Tizen nutzt weiterhin Qt und wird hauptsächlich von Intel gefördert. Seit 20. Mai 2013 gibt es auch einen Community Port von Qt 5.1 für Tizen.